# Fehérhasú erdeigerle
A fehérhasú erdeigerle (Turtur tympanistria) a madarak osztályának galambalakúak (Columbiformes) rendjébe, a galambfélék (Columbidae) családjába és a galambformák (Columbinae) alcsaládba tartozó faj.

## Rendszerezése
A fajt Coenraad Jacob Temminck holland arisztokrata és zoológus írta le 1809-ben, a Columba nembe Columba Tympanistria néven.

## Előfordulása
Afrikában, Angola, Benin, Burundi, a Comore-szigetek, a Dél-afrikai Köztársaság, Dél-Szudán, Gabon, Ghána, Guinea, Kamerun, Kenya, a Kongói Demokratikus Köztársaság, a Kongói Köztársaság, a Közép-afrikai Köztársaság, Elefántcsontpart, Egyenlítői-Guinea, Etiópia, Libéria, Malawi, Mozambik, Nigéria, Ruanda, Szenegál, Sierra Leone, Szomália, Szudán, Szváziföld, Tanzánia, Togo, Uganda, Zambia és Zimbabwe területén honos.
Természetes élőhelyei a szubtrópusi vagy trópusi síkvidéki és hegyi esőerdők, cserjések, valamint ültetvények és vidéki kertek. Vonuló faj.

## Megjelenése
Testhossza 22–23 centiméter, testtömege 51–85 gramm.

## Életmódja
Főleg magvakkal táplálkozik.

## Természetvédelmi helyzete
Az elterjedési területe rendkívül nagy, egyedszáma pedig stabil. A Természetvédelmi Világszövetség Vörös listáján nem fenyegetett fajként szerepel.